# Jan Štursa
Jan Štursa (Nové Město, 1880 – Praga, 1925) è stato uno scultore ceco.
Allievo di Josef Václav Myslbek, fu docente all'accademia di Praga dal 1917 al 1925, anno del suo suicidio. Fu autore del monumento a Bedřich Smetana a Litomyšl (1923) e di quello a Comenius ad Amsterdam (1924).